# Presidente del Congreso de la República de Guatemala
El Presidente del Congreso de la República de Guatemala (oficialmente La Excelentísima Señora Presidenta del Congreso de la República de Guatemala o El Excelentísimo Señor Presidente del Congreso de la República de Guatemala) es el funcionario de más alta jerarquía dentro del  Organismo Legislativo, y como tal, ejerce la dirección, ejecución y representación de dicho organismo. 
El Presidente del Congreso de la República es a su vez Presidente de la Junta Directiva, de la Comisión de Régimen Interior y de la Comisión Permanente. Le corresponden las preeminencias, consideraciones y rangos que establecen las leyes, el ceremonial diplomático y las prácticas internacionales por ser Presidente de uno de los tres organismos del Estado, todo esto según el artículo 17 de la Ley del Organismo Legislativo. 
La última Presidente del Congreso de la República de Guatemala fue Shirley Rivera, del partido Vamos desde el 14 de enero de 2022 hasta el 14 de enero de 2024 siendo la tercera mujer en la historia en ocupar el cargo.
A partir del 14 de enero de 2024, por un periodo de un año, ha sido electo como Presidente del Congreso el señor Nery Ramos, del Partido Azul.

## Funciones
Según el artículo 18 de la Ley del Organismo Legislativo, son funciones del Presidente del Congreso de la República de Guatemala:
1. Abrir, presidir y cerrar las sesiones del Pleno del Congreso de la República de Guatemala, de la Junta Directiva, de la Comisión de Régimen Interior y de la Comisión Permanente.
2. Convocar a sesión al Congreso de la República de Guatemala, a la Junta Directiva, de la Comisión de Régimen Interior y de la Comisión Permanente.
3. Velar por la pronta resolución de los asuntos que conozcan en el Congreso de la República y sus Comisiones de Trabajo.
4. Exigir que se observe corrección y dignidad en los debates y discusiones del Congreso de la República de Guatemala, dirigiéndolos con toda imparcialidad y con apego estricto a las normas y prácticas parlamentarias. Cuando algún diputado faltare al orden, deberá llamarlo comedidamente al mismo.
5. Velar porque sean escuchadas las opiniones de las minorías.
6. Someter a consideración del Pleno del Congreso de la República de Guatemala cualquier duda que surja en la aplicación de la presente ley, así como los casos no previstos por la misma. También deberá someter al mismo Pleno, el conocimiento de las apelaciones que presenten los Diputados en contra de las decisiones de la Presidencia. En estos casos el presidente expresará su opinión.
7. Ejecutar las disposiciones adoptadas por el Pleno del Congreso de la República de Guatemala, la Junta Directiva, la Comisión Permanente, las Comisiones Ordinarias o Extraordinarias, cuando así le corresponda.
8. Resolver cualquier otro asunto que no estuviere previsto en la presente ley, por delegación de la Junta Directiva.
9. Con el refrendo de dos Secretarios de la Junta Directiva, firmar los decretos, actas, acuerdos, puntos resolutivos o resoluciones aprobados por el Pleno del Congreso o por la Junta Directiva, debiendo entregar copia de los mismos a los Diputados, previo a remitirlos al Organismo Ejecutivo para su diligenciamiento.
10. Representar al Congreso de la República de Guatemala con las preeminencias que le corresponden conforme al ceremonial diplomático, las prácticas internacionales y las leyes de la República de Guatemala.
11. Nombrar, remover y trasladar al personal del Organismo Legislativo que le corresponda.
12. En caso de urgencia, podrá designar Comisiones Específicas o encargar determinadas funciones a uno o más Diputados. De estos actos dará cuenta al Pleno del Congreso de la República de Guatemala dentro de las primeras dos sesiones siguientes.
13. Vigilar que sean correctamente llevados los libros de actas del Pleno del Congreso de la República de Guatemala, de la Junta Directiva, de la Comisión Permanente y cualesquiera otros.
14. Fiscalizar y auditar las erogaciones y gastos del Organismo Legislativo, vigilar la ejecución del presupuesto y dar cuenta de lo actuado al Pleno del Congreso de la República de Guatemala. Velar porque todo gasto y erogación sea debidamente justificado. El Presidente, bajo su responsabilidad, podrá delegar las funciones que establecen la Constitución Política de la República o esta ley, en uno o más integrantes de la Junta Directiva, de la Comisión Permanente o en el director general del Congreso de la República de Guatemala, cuando corresponda.
15. Conjuntamente con la Junta Directiva, es responsable de informar y dar cuenta a las Jefaturas de Bloque y Contraloría General de Cuentas, de cualquier hallazgo que se detecte en la administración del patrimonio del Congreso y que pueda perjudicar a dicho Organismo.

## Elección
El Presidente del Congreso de la República de Guatemala es elegido al finalizar el período de sesiones ordinarias junto con los demás miembros de la Junta Directiva y la Comisión Permanente.

## Sueldo
El Presidente del Congreso de la República de Guatemala, percibe un sueldo mensual de aproximadamente Q.60,000.00, así como tiene una caja chica de Q.25,000.00 para gastos diversos, siendo esto accesible conocer esta información por medio del Dto. 57-2008 del Congreso de la República de Guatemala, Ley de Acceso a la Información Pública.

## Listado a Presidentes del Congreso de la República de Guatemala
A continuación se presenta una lista de quienes han ejercido la presidencia del Congreso de Guatemala:
| N.º | Legislatura      | Nombre                              | Partido                                   | Partido | Período                                        | N.º de Mandatos               |
| --- | ---------------- | ----------------------------------- | ----------------------------------------- | ------- | ---------------------------------------------- | ----------------------------- |
| 01  | I Legislatura    | Luis Alfonso Cabrera Hidalgo        |                                           | DCG     | 14 de enero de 1986 - 14 de enero de 1987      |                               |
| 02  | I Legislatura    | José Ricardo Gómez Gálvez           | 14 de enero de 1987 - 14 de enero de 1988 | DCG     |                                                |                               |
| 03  | I Legislatura    | Alfonso Alonso Barillas             | 14 de enero de 1988 - 14 de enero de 1989 | DCG     |                                                |                               |
| 04  | I Legislatura    | José Fernando Lobo Dubon            | 14 de enero de 1989 - 14 de enero de 1990 | DCG     |                                                |                               |
| 05  | I Legislatura    | Marco Antonio Dardon                | 14 de enero de 1990 - 14 de enero de 1991 | DCG     |                                                |                               |
| 06  | II Legislatura   | Ana Catalina Soberanis Reyes        | 14 de enero de 1991 - 14 de enero de 1992 | DCG     | Primera mujer                                  |                               |
| 07  | II Legislatura   | Edmond Mulet Lessieur               |                                           | UCN     | 14 de enero de 1992 - 14 de enero de 1993      |                               |
| 08  | II Legislatura   | José Fernando Lobo Dubon            |                                           | DCG     | 14 de enero de 1993 - 14 de enero de 1994      |                               |
| 09  | II Legislatura   | Oscar Vinicio Villar Anleu          |                                           | DCG     | 14 de enero de 1994 - 13 de septiembre de 1994 |                               |
| 10  | II Legislatura-2 | Arabella Castro Quiñónes            |                                           | PAN     | 13 de septiembre de 1994 - 14 de enero de 1995 | Segunda mujer                 |
| 11  | II Legislatura-2 | José Efraín Ríos Montt              |                                           | FRG     | 14 de enero de 1995 - 14 de enero de 1996      | 1° mandato                    |
| 12  | III Legislatura  | Carlos Alberto García Regás         |                                           |         | 14 de enero de 1996 - 14 de enero de 1997      |                               |
| 11  | III Legislatura  | Arabella Castro Quiñónes            |                                           |         | 14 de enero de 1997 - 14 de enero de 1998      | 2° mandato                    |
| 13  | III Legislatura  | Rafael Eduardo Barrios Flores       |                                           |         | 14 de enero de 1998 - 14 de enero de 1999      |                               |
| 14  | III Legislatura  | Leonel Eliseo López Rodas           |                                           |         | 14 de enero de 1999 - 14 de enero de 2000      |                               |
| 15  | IV Legislatura   | José Efraín Ríos Montt              |                                           | FRG     | 14 de enero de 2000-14 de enero de 2004        | 4 mandatos seguidos           |
| 16  | V Legislatura    | Francisco Rolando Morales Chávez    |                                           | UNE     | 14 de enero de 2004 - 14 de enero de 2005      |                               |
| 17  | V Legislatura    | Jorge Méndez Herbruger              |                                           | GANA    | 14 de enero de 2005 - 14 de enero de 2007      | 2 mandatos                    |
| 18  | V Legislatura    | Rubén Darío Morales Véliz           |                                           | PAN     | 14 de enero de 2007 - 14 de enero de 2008      |                               |
| 19  | VI Legislatura   | Arturo Eduardo Meyer Maldonado      |                                           | UNE     | 14 de enero de 2008 - 6 de agosto de 2008      | Inconcluso                    |
| 20  | VI Legislatura   | Arístides Baldomero Crespo Villegas |                                           |         | 6 de agosto de 2008 - 14 de enero de 2009      | Completó período              |
| 21  | VI Legislatura   | José Roberto Alejos Cámbara         |                                           |         | 14 de enero de 2009 - 14 de enero de 2012      | 3 mandatos                    |
| 22  | VII Legislatura  | Gudy Rivera Estrada                 |                                           |         | 14 de enero de 2012 - 14 de enero de 2013      |                               |
| 23  | VII Legislatura  | Pedro Muadi                         |                                           |         | 14 de enero de 2013 - 14 de enero de 2014      |                               |
| 24  | VII Legislatura  | Aristides Baldomero Crespo Villegas |                                           |         | 14 de enero de 2014 - 14 de enero de 2015      |                               |
| 25  | VII Legislatura  | Luis Armando Rabbé Tejada           |                                           |         | 14 de enero de 2015 - 14 de enero de 2016      |                               |
| 26  | VIII Legislatura | Mario Taracena Diaz-Sol             |                                           |         | 14 de enero de 2016 - 14 de enero de 2017      |                               |
| 27  | VIII Legislatura | Óscar Chinchilla Guzmán             |                                           | CREO    | 14 de enero de 2017 - 14 de enero de 2018      |                               |
| 28  | VIII Legislatura | Álvaro Arzú Escobar                 |                                           | PU      | 14 de enero de 2018 - 14 de enero de 2020      | 2 mandatos                    |
| 29  | IX Legislatura   | Allan Rodríguez Reyes               |                                           |         | 14 de enero de 2020 - 14 de enero de 2022      | 2 mandatos                    |
| 30  | IX Legislatura   | Shirley Rivera Zaldaña              |                                           |         | 14 de enero de 2022 - 14 de enero de 2024      | Tercera mujer, 2 mandatos     |
| 31  | X Legislatura    | Samuel Pérez Álvarez                |                                           | Semilla | 14 de enero de 2024-19 de enero de 2024        | Presidencia anulada por la CC |
| 32  | X Legislatura    | Nery Ramos                          |                                           | Azul    | 19 de enero de 2024-presente                   |                               |